# Coffee Shop (chanson)
Pour les articles homonymes, voir Coffee shop.
Singles de Red Hot Chili Peppers
Aeroplane
(1996) Walkabout
(1996)
Coffee Shop est le quatrième single extrait de l'album One Hot Minute des Red Hot Chili Peppers. L'utilisation de la distorsion du son sur le morceau de guitare de Dave Navarro a suscité le mécontentement des fans du groupe californien qui ne reconnaissaient pas le style des Red Hot. 
Cependant, la ligne de basse est considérée comme l'une des meilleures jamais réalisée par le bassiste du groupe, Flea, grâce, notamment, à ses deux solos. Ce morceau a inspiré le groupe verviétois (Belgique) Coffee Shop, rendant hommage aux Red Hot.